# Central tèrmica de Sagunt
La Central tèrmica de Sagunt és una instal·lació de tipus termoelèctric de cicle combinat. Funciona amb gas natural o fuel. Ubicada en l'àrea industrial del Port de Sagunt (Camp de Morvedre).

## Projecte i construcció
El Projecte de la Central de Sagunt va ser redactat per l'empresa Siemens AG i va ser executat per l'empresa catalana Carbonell-Figueras SA, amb direcció d'obra per Siemens AG.
En el projecte de la Central presentat el 2001 a la premsa, preveia un cost de construcció i posada en funcionament de 471,7 milions d'euros. La potència màxima proporcionada és de 1.200 MW (megawatts). Les obres de construcció van tenir l'interval temporal: setembre 2.005 – març 2.007

## Posada en marxa i operació
La posada en marxa de cadascun dels tres grups generadors va ser esgraonada. La primera inicià l'activitat l'agost de 2007, la segona l'octubre de 2007 i la tercera desembre de 2007. El cost final va ascendir a 478 milions d'euros.
La tèrmica de Sagunt està operada íntegrament per la seva propietària, l'empresa Gas Natural Fenosa.

## Característiques tècniques
- Turbina de gas: Siemens V94-3A
- Turbina de vapor: Siemens HE
- Rendiment energètic: 57,4%
- Refrigeració en circuit tancat amb aigua de mar mitjançant torres de refrigeració de circulació forçada.

Consum anyal de gas: 14.000 GWh (mesura de l'energia que proporciona el total de gas).
L'energia elèctrica produïda per la Central es transforma (puja la tensió elèctrica) a l'Estació de Morvedre, que connecta a la xarxa elèctrica d'alta tensió.